# Салватијера (Салватијера, Гванахуато)
Салватијера (шп. Salvatierra) насеље је у Мексику у савезној држави Гванахуато у општини Салватијера. Насеље се налази на надморској висини од 1759 м.

## Становништво
Према подацима из 2010. године у насељу је живело 37203 становника.

### Хронологија
| Година       | 2000                  | 2005                  | 2010                  |
| ------------ | --------------------- | --------------------- | --------------------- |
| Становништво | 34066 (15972 / 18094) | 36306 (17001 / 19305) | 37203 (17519 / 19684) |

### Попис
| \| \| м \| \| \| ж \| \| 0—2 \| 982 \| \| \| 940 \| \| 3—5 \| 1.010 \| \| \| 1.003 \| \| 6—11 \| 2.063 \| \| \| 2.127 \| \| 12—14 \| 1.068 \| \| \| 1.017 \| \| 15—17 \| 1.081 \| \| \| 1.168 \| \| 18—24 \| 2.152 \| \| \| 2.461 \| \| 60+ \| 2.011 \| \| \| 2.433 \| \| Просек : \| 29,7 \| \| \| 31,0 \| |       |  |  |       |
| |       |  |  |       |
| | м     |  |  | ж     |
| 0—2 | 982   |  |  | 940   |
| 3—5 | 1.010 |  |  | 1.003 |
| 6—11 | 2.063 |  |  | 2.127 |
| 12—14 | 1.068 |  |  | 1.017 |
| 15—17 | 1.081 |  |  | 1.168 |
| 18—24 | 2.152 |  |  | 2.461 |
| 60+ | 2.011 |  |  | 2.433 |
| Просек : | 29,7  |  |  | 31,0  |

| #   | Индикатор                                                                                        | Вредност |
| --- | ------------------------------------------------------------------------------------------------ | -------- |
| 1   | Становништво од 0 до 2 године                                                                    | 1922     |
| 2   | Мушко становништво од 0 до 2 године                                                              | 982      |
| 3   | Женско становништво од 0 до 2 године                                                             | 940      |
| 4   | Становништво са 3 и више година                                                                  | 35079    |
| 5   | Мушко становништво са 3 и више година                                                            | 16437    |
| 6   | Женско становништво са 3 и више година                                                           | 18642    |
| 7   | Становништво са 5 и више година                                                                  | 33709    |
| 8   | Мушко становништво са 5 и више година                                                            | 15768    |
| 9   | Женско становништво са 5 и више година                                                           | 17941    |
| 10  | Становништво са 12 и више година                                                                 | 28876    |
| 11  | Мушко становништво са 12 и више година                                                           | 13364    |
| 12  | Женско становништво са 12 и више година                                                          | 15512    |
| 13  | Становништво са 15 и више година                                                                 | 26791    |
| 14  | Мушко становништво са 15 и више година                                                           | 12296    |
| 15  | Женско становништво са 15 и више година                                                          | 14495    |
| 16  | Становништво са 18 и више година                                                                 | 24542    |
| 17  | Мушко становништво са 18 и више година                                                           | 11215    |
| 18  | Женско становништво са 18 и више година                                                          | 13327    |
| 19  | Становништво од 3 до 5 година                                                                    | 2013     |
| 20  | Мушко становништво од 3 до 5 година                                                              | 1010     |
| 21  | Женско становништво од 3 до 5 година                                                             | 1003     |
| 22  | Становништво од 6 до 11 година                                                                   | 4190     |
| 23  | Мушко становништво од 6 до 11 година                                                             | 2063     |
| 24  | Женско становништво од 6 до 11 година                                                            | 2127     |
| 25  | Становништво од 8 до 14 година                                                                   | 4934     |
| 26  | Мушко становништво од 8 до 14 година                                                             | 2462     |
| 27  | Женско становништво од 8 до 14 година                                                            | 2472     |
| 28  | Становништво од 12 до 14 година                                                                  | 2085     |
| 29  | Мушко становништво од 12 до 14 година                                                            | 1068     |
| 30  | Женско становништво од 12 до 14 година                                                           | 1017     |
| 31  | Становништво од 15 до 17 година                                                                  | 2249     |
| 32  | Мушко становништво од 15 до 17 година                                                            | 1081     |
| 33  | Женско становништво од 15 до 17 година                                                           | 1168     |
| 34  | Становништво од 18 до 24 године                                                                  | 4613     |
| 35  | Мушко становништво од 18 до 24 године                                                            | 2152     |
| 36  | Женско становништво од 18 до 24 године                                                           | 2461     |
| 37  | Женско становништво од 15 до 49 година                                                           | 10292    |
| 38  | Становништво са 60 и више година                                                                 | 4444     |
| 39  | Мушко становништво са 60 и више година                                                           | 2011     |
| 40  | Женско становништво са 60 и више година                                                          | 2433     |
| 41  | Однос између мушкараца и жена                                                                    | 89       |
| 42  | Становништво од нуле до 14 година                                                                | 10210    |
| 43  | Становништво од 15 до 64 године                                                                  | 23545    |
| 44  | Становништво од 65 година и више                                                                 | 3246     |
| 45  | Просечан број деце                                                                               | 2.49     |
| 46  | Становништво рођено у ентитету                                                                   | 33880    |
| 47  | Мушко становништво рођено у ентитету                                                             | 15853    |
| 48  | Женско становништво рођено у ентитету                                                            | 18027    |
| 49  | Становништво рођено у другом ентитету                                                            | 2694     |
| 50  | Мушко становништво рођено у другом ентитету                                                      | 1361     |
| 51  | Женско становништво рођено у другом ентитету                                                     | 1333     |
| 52  | Становништво од 5 година и више резидентно у ентитету у јуну 2005. године                        | 32394    |
| 53  | Мушко становништво старосног доба од 5 година и више, резидентно у ентитету у јуну 2005. године  | 14942    |
| 54  | Женско становништво старосног доба од 5 и више година, резидентно у ентитету у јуну 2005. године | 17452    |
| 55  | Становништво од 5 година и више које је живело у другом ентитету у јуну 2005. године             | 508      |
| 56  | Мушко становништво старије од 5 година које је живело у другом ентитету у јуну 2005. године      | 273      |
| 57  | Женско становништво старије од 5 година које је живело у другом ентитету у јуну 2005. године     | 235      |
| 58  | Становништво од 3 године и више које говори аутохтони језик                                      | 161      |
| 59  | Мушко становништво старо 3 године и више које говори аутохтони језик                             | 84       |
| 60  | Женско становништво старо 3 године и више које говори аутохтони језик                            | 77       |
| 61  | Становништво од 3 године и више које говори аутохтони језик и не говори шпански језик            | 1        |
| 62  | Мушко становништво старо 3 године и више које говори аутохтони језик и не говори шпански         | 0        |
| 63  | Женско становништво старо 3 године и више које говори аутохтони језик и не говори шпански језик  | 1        |
| 64  | Становништво старо 3 године и више које говори аутохтони језик и шпански                         | 40       |
| 65  | Мушко становништво старо 3 године и више које говори аутохтони језик и шпански                   | 24       |
| 66  | Женско становништво старо 3 године и више које говори аутохтони језик и шпански                  | 16       |
| 67  | Становништво од 5 година и више које говори аутохтони језик                                      | 156      |
| 68  | Становништво од 5 година и више које говори аутохтони језик и не говори шпански језик            | 1        |
| 69  | Становништво од 5 година и више које говори аутохтони језик и говори шпански језик               | 40       |
| 70  | Становништво у домородачким домаћинствима                                                        | 335      |
| 71  | Становништво са ограничењима у активностима                                                      | 1846     |
| 72  | Становништво са ограниченим ходањем или кретањем, горе или доле                                  | 1007     |
| 73  | Становници са ограничењима вида, чак и уз кориштење сочива                                       | 451      |
| 74  | Становништво са ограничењима говора, комуникације или конверзације                               | 110      |
| 75  | Становништво са ограниченим слухом                                                               | 214      |
| 76  | Становништво са ограничењима при одевању, купању или јелу                                        | 48       |
| 77  | Становништво са ограничењима у опажању или учењу једноставних ствари                             | 42       |
| 78  | Становништво са менталним ограничењима                                                           | 187      |
| 79  | Становништво без ограничења активности                                                           | 34911    |
| 80  | Становништво од 3 до 5 година које не похађа школу                                               | 936      |
| 81  | Мушко становништво од 3 до 5 година које не похађа школу                                         | 461      |
| 82  | Женско становништво од 3 до 5 година које не похађа школу                                        | 475      |
| 83  | Становништво од 6 до 11 година које не похађа школу                                              | 112      |
| 84  | Мушко становништво од 6 до 11 година које не похађа школу                                        | 60       |
| 85  | Женско становништво од 6 до 11 година које не похађа школу                                       | 52       |
| 86  | Становништво од 12 до 14 година које не похађа школу                                             | 155      |
| 87  | Мушко становништво од 12 до 14 година које не похађа школу                                       | 91       |
| 88  | Женско становништво од 12 до 14 година које не похађа школу                                      | 64       |
| 89  | Становништво од 15 до 17 година похађа школу                                                     | 1551     |
| 90  | Мушко становништво од 15 до 17 година похађа школу                                               | 716      |
| 91  | Женско становништво између 15 и 17 година живота у школи                                         | 835      |
| 92  | Становништво од 18 до 24 године похађа школу                                                     | 1252     |
| 93  | Мушко становништво од 18 до 24 године похађа школу                                               | 617      |
| 94  | Женско становништво од 18 до 24 године похађа школу                                              | 635      |
| 95  | Становништво од 8 до 14 година које не може да чита и пише                                       | 108      |
| 96  | Мушко становништво старосног доба од 8 до 14 година које не може да чита и пише                  | 62       |
| 97  | Женско становништво старосног доби од 8 до 14 година које не може да чита и пише                 | 46       |
| 98  | Становништво од 15 година и више које је неписмено                                               | 1826     |
| 99  | Мушко становништво од 15 година и више које је неписмено                                         | 642      |
| 100 | Женско становништво од 15 година и више које је неписмено                                        | 1184     |
| 101 | Становништво старо 15 и више година без школовања                                                | 2301     |
| 102 | Мушко становништво старо 15 и више година без школовања                                          | 928      |
| 103 | Женско становништво старо 15 и више година без школовања                                         | 1373     |
| 104 | Становништво старосног доба 15 и више година са непотпуним основним образовањем                  | 3297     |
| 105 | Мушко становништво старосног доба од 15 година и више са непотпуном основним образовањем         | 1439     |
| 106 | Женско становништво старосног доба 15 и више година са непотпуном основним образовањем           | 1858     |
| 107 | Становништво старо 15 и више година са комплетним основним образовањем                           | 4948     |
| 108 | Мушко становништво старо 15 година и више са комплетним основним образовањем                     | 2238     |
| 109 | Женско становништво старо 15 и више година са комплетним основним образовањем                    | 2710     |
| 110 | Становништво старосног доба 15 и више година са непотпуним средњим образовањем                   | 1526     |
| 111 | Мушко становништво старосног доба од 15 година и више са непотпуним средњим образовањем          | 782      |
| 112 | Женско становништво старосног доба од 15 година и више са непотпуним средњим образовањем         | 744      |
| 113 | Становништво старо 15 и више година са пуним секундарном образовањем                             | 6032     |
| 114 | Мушко становништво старосног доба од 15 година и више са пуним секундарном образовањем           | 2806     |
| 115 | Женско становништво старосног доба од 15 година и више са пуним секундарном образовањем          | 3226     |
| 116 | Становништво старије од 18 година са постосновним образовањем                                    | 7742     |
| 117 | Мушко становништво старије од 18 година са постосновним образовањем                              | 3720     |
| 118 | Женско становништво старије од 18 година са постосновним образовањем                             | 4022     |
| 119 | Просечна оцена школовања                                                                         | 8.24     |
| 120 | Просечан ниво образовања мушке популације                                                        | 8.48     |
| 121 | Просечан ниво образовања женског становништва                                                    | 8.04     |
| 122 | Економски активно становништво                                                                   | 14301    |
| 123 | Економски активна мушка популација                                                               | 9300     |
| 124 | Економски активна женска популација                                                              | 5001     |
| 125 | Становништво које није економски активно                                                         | 14416    |
| 126 | Мушко становништво које није економски активно                                                   | 3983     |
| 127 | Женско становништво које није економски активно                                                  | 10433    |
| 128 | Запослено становништво                                                                           | 13292    |
| 129 | Запослено мушко становништво                                                                     | 8464     |
| 130 | Запослено женско становништво                                                                    | 4828     |
| 131 | Незапослена популација                                                                           | 1009     |
| 132 | Незапослена мушка популација                                                                     | 836      |
| 133 | Незапослена женска популација                                                                    | 173      |
| 134 | Становништво без права на здравствене услуге                                                     | 10488    |
| 135 | Становништво које има право на здравствене услуге                                                | 26424    |
| 136 | Становништво које има право на ИМСС                                                              | 9357     |
| 137 | Становништво које има право на социјално осигурање                                               | 3174     |
| 138 | Становништво које има право на државно социјално осигурање                                       | 34       |
| 139 | Становништво које има право на опште осигурање или здравствено осигурање за нову генерацију      | 12996    |
| 140 | Становништво које је било једном или није било у браку током 12 година и више                    | 9868     |
| 141 | Венчано или уједињено становништво од 12 година и више                                           | 16155    |
| 142 | Становништво које је било у браку или уједињено 12 година и више                                 | 2798     |
| 143 | Становништво са католичком религијом                                                             | 35207    |
| 144 | Протестанти, еванђелисти и библијски следбеници различити од еванђелиста                         | 1112     |
| 145 | Становништво са другим религијама различитим од претходних                                       | 2        |
| 146 | Становништво без религије                                                                        | 411      |
| 147 | Укупно пописаних домаћинства                                                                     | 9277     |
| 148 | Пописна домаћинства на челу са мушкарцима                                                        | 6836     |
| 149 | Пописна домаћинства на челу са женама                                                            | 2441     |
| 150 | Становништво у пописним домаћинствима                                                            | 36899    |
| 151 | Становништво у пописним домаћинствима на челу са мушкарцима                                      | 28436    |
| 152 | Становништво у пописним домаћинствима на челу са женама                                          | 8463     |
| 153 | Укупно домаћинстава                                                                              | 11807    |
| 154 | Укупно насељених домаћинстава                                                                    | 9349     |
| 155 | Укупно приватних кућа                                                                            | 11735    |
| 156 | Насељени приватни домови                                                                         | 9277     |
| 157 | Укупно насељених приватних кућа                                                                  | 9342     |
| 158 | Ненасељене приватне куће                                                                         | 1917     |
| 159 | Појединачна домаћинства за привремену употребу                                                   | 541      |
| 160 | Становници у насељеним приватним кућама                                                          | 36899    |
| 161 | Насељеност станара у приватним становима                                                         | 3.98     |
| 162 | Просечно становника по соби у приватним насељеним домаћинствима                                  | 0.99     |
| 163 | Појединачна домаћинства са подовима од различитих материјала од земље                            | 8926     |
| 164 | Појединачна домаћинства у приземљу                                                               | 269      |
| 165 | Појединачна домаћинства са једном спаваћом собом                                                 | 2757     |
| 166 | Појединачна домаћинства са две спаваће собе и више                                               | 6489     |
| 167 | Појединачна домаћинства са једним собом                                                          | 348      |
| 168 | Појединачна домаћинства са две собе                                                              | 1328     |
| 169 | Појединачна домаћинства са 3 собе и више                                                         | 7555     |
| 170 | Појединачна домаћинства која имају електрично светло                                             | 9150     |
| 171 | Појединачна домаћинства која немају електрично светло                                            | 95       |
| 172 | Појединачна домаћинства која имају водоводну воду у стамбеном простору                           | 9021     |
| 173 | Појединачна домаћинства која немају водоводну воду у стамбеном простору                          | 213      |
| 174 | Појединачна домаћинства која имају тоалет                                                        | 9126     |
| 175 | Појединачна домаћинства која имају канализацију                                                  | 8753     |
| 176 | Појединачна домаћинства која немају канализацију                                                 | 472      |
| 177 | Појединачна домаћинства која имају електрично светло, довод воде из јавне мреже и канализацију   | 8598     |
| 178 | Појединачна домаћинства без икаквих услова                                                       | 76       |
| 179 | Појединачна домаћинства која имају радио                                                         | 7948     |
| 180 | Појединачна домаћинства која имају телевизор                                                     | 8964     |
| 181 | Појединачна домаћинства која имају фрижидер                                                      | 8296     |
| 182 | Појединачна домаћинства која имају машину за веш                                                 | 7216     |
| 183 | Појединачна домаћинства која имају аутомобил или комби                                           | 3894     |
| 184 | Појединачна домаћинства која имају рачунар                                                       | 2581     |
| 185 | Појединачна домаћинства која имају фиксну телефонску линију                                      | 4765     |
| 186 | Појединачна домаћинства која имају мобилни телефон                                               | 5783     |
| 187 | Појединачна домаћинства која имају приступ интернету                                             | 1792     |
| 188 | Величина локације                                                                                | 9        |